# Испика
Ѝспика (на италиански: Ispica, на сицилиански Spaccafurnu, Спакафурну) е град и община в южна Италия, провинция Рагуза, в автономен регион и остров Сицилия. Разположен е на 170 надморска височина. Населението на града е 15 554 души (към 30 декември 2010 г.).